# 斑蘭蛋糕
斑蘭蛋糕（亦稱斑蘭戚風蛋糕）是一種使用斑蘭葉調味的海綿蛋糕，流行於島嶼東南亞及泰國，在香港也是海綿蛋糕的其中一種口味。因為加入了由斑蘭葉製作的汁液，所以蛋糕身呈綠色。

## 簡介
斑蘭蛋糕一般認為源自荷屬東印度，亦即現在的印度尼西亞，當地盛產斑蘭葉和椰子，而蛋糕的製作技術則由荷蘭人在當地建立殖民地的時期傳入，荷蘭人利用當地的斑葉和椰漿製作蛋糕，後來英國人又將斑蘭蛋糕引進到馬來西亞及新加坡等地。
斑蘭蛋糕的做法和材料與一般的海綿蛋糕相似，主要材料包括低筋麵粉、雞蛋及砂糖，還有少量植物油，另外需要準備斑蘭葉和椰漿。先把斑蘭葉剪成小段，與少量開水一起以攪拌機攪碎，用紗布或濾網隔渣，再將斑蘭汁和椰漿混和。因為要盡量使成品鬆軟，所以通常會先把雞蛋的蛋白和蛋黃分離。蛋白以攪拌機製成蛋白霜，另外把蛋黃、麵粉及砂糖攪拌機攪勻，再加入斑蘭汁拌勻成麵糊。之後將蛋白霜和麵糊混和，再倒進蛋糕模，然後放入已預熱的烤箱中。蛋糕從烤箱取出後，倒置放在架子上放涼，最後脫模把蛋糕取出。

## 外部連接
维基共享资源上的相關多媒體資源：斑蘭蛋糕